# Đỗ Kim Tài
Đỗ Kim Tài (tiếng Trung: 杜金才; sinh năm 1952) là Thượng tướng Quân Giải phóng Nhân dân Trung Quốc (PLA). Ông nguyên là Ủy viên Ủy ban Thường vụ, Phó Bí thư Ủy ban Kiểm tra Kỷ luật Trung ương Đảng Cộng sản Trung Quốc (CCDI). Trước đó, ông cũng từng kiêm nhiệm chức Bí thư Ủy ban Kiểm tra Kỷ luật Quân ủy Trung ương Trung Quốc từ tháng 10 năm 2012 đến tháng 1 năm 2017.

## Thân thế và binh nghiệp
Đỗ Kim Tài sinh tháng 10 năm 1952 tại huyện Cảnh, tỉnh Hà Bắc. Ông nhập ngũ tháng 11 năm 1969, phục vụ tại Sư đoàn Pháo binh 13, Quân khu Tân Cương. Tháng 3 năm 1971, ông gia nhập Đảng Cộng sản Trung Quốc. Năm 1972, học tập chuyên ngành Nga ngữ, hệ Ngoại ngữ, Đại học Tân Cương. Năm 1975, sau khi tốt nghiệp, ông quay trở lại phục vụ trong quân đội, tiếp tục công tác tại Quân khu Tân Cương, từng đảm nhiệm chức vụ Phó Chủ nhiệm Chính trị Quân khu Tân Cương. Tháng 7 năm 1998, phong quân hàm Thiếu tướng.
Năm 2002, Đỗ Kim Tài được điều lên Quân khu Lan Châu, giữ chức vụ Phó Chủ nhiệm Chính trị Quân khu. Tháng 7 năm 2005, ông là Chính ủy Tập đoàn quân 21, thuộc Quân khu Bắc Kinh.
Tháng 12 năm 2006, bổ nhiệm giữ chức Chủ nhiệm Chính trị Quân khu Thành Đô.
Tháng 6 năm 2007, nhậm chức Trợ lý Chủ nhiệm Tổng cục Chính trị. Tháng 7 năm 2008, thăng quân hàm Trung tướng.
Tháng 12 năm 2009, bổ nhiệm giữ chức Phó Chủ nhiệm Tổng cục Chính trị Quân Giải phóng Nhân dân Trung Quốc. Tháng 7 năm 2012, Đỗ Kim Tài thụ phong quân hàm Thượng tướng.
Tháng 11 năm 2012, tại Đại hội Đảng Cộng sản Trung Quốc lần thứ 18, Đỗ Kim Tài được bầu làm Ủy viên Ban Chấp hành Trung ương Đảng Cộng sản Trung Quốc khóa XVIII. Sau Đại hội Đảng Cộng sản Trung Quốc lần thứ 18, Đỗ Kim Tài được bổ nhiệm giữ chức Phó Bí thư Ủy ban Kiểm tra Kỷ luật Trung ương Đảng Cộng sản Trung Quốc; Bí thư Ủy ban Kiểm tra Kỷ luật Quân ủy Trung ương; Bí thư Ủy ban Chính trị Pháp luật toàn quân.
Tháng 8 năm 2016, thôi kiêm nhiệm Ủy viên Ủy ban Chính trị Pháp luật Trung ương Đảng Cộng sản Trung Quốc. Tháng 1 năm 2017, thôi giữ chức Bí thư Ủy ban Kiểm tra Kỷ luật Quân ủy Trung ương.